# جورج واشنطن بارك كاستيس
جورج واشنطن بارك كاستيس (بالإنجليزية: George Washington Parke Custis)‏ هو كاتب أمريكي، ولد في 30 أبريل 1781 في ماريلند في الولايات المتحدة، وتوفي في 10 أكتوبر 1857 في مقاطعة أرلنغتون في الولايات المتحدة.